# Martín Campaña
Martín Nicolás Campaña Delgado (Maldonado, 29 de mayo de 1989) es un futbolista uruguayo que se desempeña como arquero. Su equipo actual es el Club Atlético Peñarol. Fue internacional con la selección de Uruguay entre 2016 y 2022.

## Trayectoria en clubes
Empezó su carrera en las juveniles de Deportivo Maldonado S.A.D., pasó por Defensor Sporting Club y retornó al equipo fernandino, con el que debutó en Primera División en el 2007, jugando en la Segunda División Profesional de Uruguay con solo 18 años y siendo dirigido allí por Hugo Parga. En 2008 pasó a jugar un semestre en Club Atlético Atenas (San Carlos) y luego fichó por Cerro Largo Fútbol Club, donde jugó desde 2008 a 2010, para luego fichar por Racing Club de Montevideo por una temporada. Para el Apertura 2011 regresa a Cerro Largo, donde culmina una temporada histórica, terminando en la 4.ª posición del Campeonato Uruguayo 2011/12, clasificándose a la Copa Sudamericana 2012.
En 2013 pasó a Defensor Sporting. En la Temporada 2012-13 fue campeón del Apertura y galardonado como el Mejor Portero.
En 2016 se incorporó a Independiente de Avellaneda y rápidamente ganó la titularidad y el cariño de los hinchas. Fue campeón de la Copa Sudamericana 2017 bajo el mando de Ariel Holan , como arquero titular y con un gran nivel, atajando un penal clave en los cuartos de final ante Atlético Tucumán para obtener el pase a las semifinales y la posterior obtención del título, ante Flamengo, en el mítico Estadio Maracaná de Río de Janeiro.
Además, en esa copa el arquero de Independiente, Martín Campaña, alcanzó los 615 minutos sin goles en contra en Copa Sudamericana, lo que es un histórico récord internacional.
En 2018 obtuvo la suruga Bank en Japón. 
En el Campeonato de Primera División 2017-18 obtuvo el reconocimiento por tener la valla menos vencida del torneo: sólo 19 goles en contra en 27 partidos. 
En mayo de 2018, se transformó en el primer arquero del fútbol argentino en lanzar una marca personal propia. "Le doy mucha importancia a la profesionalización de cada aspecto y creo que a partir de hoy esto también será algo muy positivo para mi carrera”, dijo al presentarla. La marca fue desarrollada por el propio portero junto al Departamento de Marketing de Independiente.
El 25 de septiembre de 2020, Campaña, firmó un contrato con el Al-Batin Football Club, en calidad de libre por un conflicto contractual con Club Atlético Independiente. En este club de la Liga Profesional Saudí tiene un promedio del 70% de atajadas logradas por partido.

## Selección nacional

### Selecciones juveniles
Ha sido internacional con la selección de fútbol sub-20 de Uruguay, habiendo siendo parte de dicho plantel en la Copa Mundial de Fútbol Sub-20 de 2009, en el cual Uruguay alcanzó los octavos de final.
| Mundial                   | Sede   | Resultado        | Partidos | Goles |
| ------------------------- | ------ | ---------------- | -------- | ----- |
| Copa Mundial Juvenil 2009 | Egipto | Octavos de final | 0        | 0     |

Tuvo su inicio como arquero en el seleccionado juvenil en un partido amistoso disputado en Buenos Aires contra la selección de Estados Unidos que terminó con el arco en cero.
El 9 de julio de 2012 fue incluido por Óscar Washington Tabárez en la lista de jugadores que participaron en los Juegos Olímpicos de Londres 2012.
| Juegos Olímpicos | Sede        | Resultado      | Partidos | Goles |
| ---------------- | ----------- | -------------- | -------- | ----- |
| Londres 2012     | Reino Unido | Fase de grupos | 3        | 0     |

### Selección absoluta
Campaña fue considerado por el director técnico Óscar Washington Tabárez para entrar a la selección absoluta. Fue convocado para participar del Mundial Rusia 2018.
| Mundial           | Sede  | Resultado        | Partidos | Goles |
| ----------------- | ----- | ---------------- | -------- | ----- |
| Copa Mundial 2018 | Rusia | Cuartos de final | 0        | 0     |

### Participaciones en Copa América
| Torneo            | Sede   | Resultado        | Partidos | Goles |
| ----------------- | ------ | ---------------- | -------- | ----- |
| Copa América 2019 | Brasil | Cuartos de final | 0        | 0     |
| Copa América 2021 | Brasil | Cuartos de final | 0        | 0     |

## Estadísticas

### Clubes
Actualizado de acuerdo al último partido jugado el 6 de julio de 2025.
| Club                           | Div.          | Temporada     | Liga  | Liga  | Liga  | Copas nacionales | Copas nacionales | Copas nacionales | Torneos internacionales | Torneos internacionales | Torneos internacionales | Total | Total | Total |
| Club                           | Div.          | Temporada     | Part. | G. R. | V. I. | Part.            | G. R.            | V. I.            | Part.                   | G. R.                   | V. I.                   | Part. | G. R. | V. I. |
| ------------------------------ | ------------- | ------------- | ----- | ----- | ----- | ---------------- | ---------------- | ---------------- | ----------------------- | ----------------------- | ----------------------- | ----- | ----- | ----- |
| Deportivo Maldonado · Uruguay  | 2.ª           | 2007-08       | 17    | 28    | 4     | —                | —                | —                | —                       | —                       | —                       | 17    | 28    | 4     |
| Deportivo Maldonado · Uruguay  | Total club    | Total club    | 17    | 28    | 4     | 0                | 0                | 0                | 0                       | 0                       | 0                       | 17    | 28    | 4     |
| C. A. Atenas · Uruguay         | 2.ª           | 2007-08       | 19    | 22    | 4     | —                | —                | —                | —                       | —                       | —                       | 19    | 22    | 4     |
| C. A. Atenas · Uruguay         | Total club    | Total club    | 19    | 22    | 4     | 0                | 0                | 0                | 0                       | 0                       | 0                       | 19    | 22    | 4     |
| Cerro Lago F. C. · Uruguay     | 1.ª           | 2008-09       | —     | —     | —     | —                | —                | —                | —                       | —                       | —                       | 0     | 0     | 0     |
| Cerro Lago F. C. · Uruguay     | 1.ª           | 2009-10       | 24    | 43    | 5     | —                | —                | —                | —                       | —                       | —                       | 24    | 43    | 5     |
| Cerro Lago F. C. · Uruguay     | 1.ª           | 2011-12       | 30    | 34    | 14    | —                | —                | —                | —                       | —                       | —                       | 30    | 34    | 14    |
| Cerro Lago F. C. · Uruguay     | 1.ª           | 2012-13       | 14    | 19    | 3     | —                | —                | —                | —                       | —                       | —                       | 14    | 19    | 3     |
| Cerro Lago F. C. · Uruguay     | Total club    | Total club    | 68    | 96    | 22    | 0                | 0                | 0                | 0                       | 0                       | 0                       | 68    | 96    | 22    |
| Racing Club · Uruguay          | 1.ª           | 2010-11       | 1     | 2     | 0     | —                | —                | —                | —                       | —                       | —                       | 1     | 2     | 0     |
| Racing Club · Uruguay          | Total club    | Total club    | 1     | 2     | 0     | 0                | 0                | 0                | 0                       | 0                       | 0                       | 1     | 2     | 0     |
| Defensor Sporting · Uruguay    | 1.ª           | 2012-13       | 12    | 7     | 8     | —                | —                | —                | —                       | —                       | —                       | 12    | 7     | 8     |
| Defensor Sporting · Uruguay    | 1.ª           | 2013-14       | 26    | 42    | 3     | —                | —                | —                | 12                      | 9                       | 6                       | 38    | 51    | 9     |
| Defensor Sporting · Uruguay    | 1.ª           | 2014-15       | 29    | 36    | 10    | —                | —                | —                | —                       | —                       | —                       | 29    | 36    | 10    |
| Defensor Sporting · Uruguay    | 1.ª           | 2015-16       | 15    | 25    | 3     | —                | —                | —                | 8                       | 3                       | 6                       | 23    | 28    | 9     |
| Defensor Sporting · Uruguay    | Total club    | Total club    | 82    | 110   | 24    | 0                | 0                | 0                | 20                      | 12                      | 12                      | 102   | 122   | 36    |
| C. A. Independiente Argentina  | 1.ª           | 2016          | 11    | 7     | 6     | 1                | 1                | 0                | —                       | —                       | —                       | 12    | 8     | 6     |
| C. A. Independiente Argentina  | 1.ª           | 2016-17       | 29    | 22    | 15    | 2                | 1                | 1                | 6                       | 0                       | 6                       | 37    | 23    | 22    |
| C. A. Independiente Argentina  | 1.ª           | 2017-18       | 23    | 17    | 9     | 1                | 2                | 0                | 18                      | 14                      | 5                       | 42    | 33    | 14    |
| C. A. Independiente Argentina  | 1.ª           | 2018-19       | 24    | 28    | 5     | 5                | 5                | 2                | 9                       | 8                       | 5                       | 38    | 41    | 12    |
| C. A. Independiente Argentina  | 1.ª           | 2019-20       | 23    | 25    | 7     | 4                | 2                | 3                | 6                       | 7                       | 2                       | 33    | 34    | 12    |
| C. A. Independiente Argentina  | Total club    | Total club    | 110   | 99    | 42    | 13               | 11               | 6                | 39                      | 29                      | 18                      | 162   | 139   | 66    |
| Al-Batin F. C. Arabia Saudita  | 1.ª           | 2020-21       | 28    | 52    | 3     | —                | —                | —                | —                       | —                       | —                       | 28    | 52    | 3     |
| Al-Batin F. C. Arabia Saudita  | 1.ª           | 2021-22       | 29    | 38    | 8     | 2                | 2                | 1                | —                       | —                       | —                       | 31    | 40    | 9     |
| Al-Batin F. C. Arabia Saudita  | 1.ª           | 2022-23       | 23    | 43    | 5     | —                | —                | —                | —                       | —                       | —                       | 23    | 43    | 5     |
| Al-Batin F. C. Arabia Saudita  | Total club    | Total club    | 80    | 133   | 16    | 2                | 2                | 1                | 0                       | 0                       | 0                       | 82    | 135   | 17    |
| Al-Riyadh S. C. Arabia Saudita | 1.ª           | 2023-24       | 33    | 53    | 6     | 1                | 2                | 0                | —                       | —                       | —                       | 34    | 55    | 6     |
| Al-Riyadh S. C. Arabia Saudita | Total club    | Total club    | 33    | 53    | 6     | 1                | 2                | 0                | 0                       | 0                       | 0                       | 34    | 55    | 6     |
| C. A. Peñarol · Uruguay        | 1.ª           | 2025          | 17    | 16    | 5     | —                | —                | —                | 3                       | 2                       | 2                       | 20    | 18    | 7     |
| C. A. Peñarol · Uruguay        | Total club    | Total club    | 17    | 16    | 5     | 0                | 0                | 0                | 3                       | 2                       | 2                       | 20    | 18    | 7     |
| Total carrera                  | Total carrera | Total carrera | 427   | 559   | 123   | 16               | 15               | 7                | 62                      | 42                      | 32                      | 504   | 616   | 162   |
| 1. 2. 3.                       |               |               |       |       |       |                  |                  |                  |                         |                         |                         |       |       |       |

### Selecciones
Actualizado de acuerdo al último partido jugado el 18 de noviembre de 2020.
| Selección          | Año               | Amistosos | Amistosos | Amistosos | Eliminatorias | Eliminatorias | Eliminatorias | Continental | Continental | Continental | Mundial | Mundial | Mundial | Total | Total | Total |
| Selección          | Año               | Part.     | G. R.     | V. I.     | Part.         | G. R.         | V. I.         | Part.       | G. R.       | V. I.       | Part.   | G. R.   | V. I.   | Part. | G. R. | V. I. |
| ------------------ | ----------------- | --------- | --------- | --------- | ------------- | ------------- | ------------- | ----------- | ----------- | ----------- | ------- | ------- | ------- | ----- | ----- | ----- |
| Sub-23 · Uruguay   | 2012              | 1         | 0         | 1         | —             | —             | —             | —           | —           | —           | 3       | 4       | 0       | 4     | 4     | 1     |
| Sub-23 · Uruguay   | Total             | 1         | 0         | 1         | 0             | 0             | 0             | 0           | 0           | 0           | 3       | 4       | 0       | 4     | 4     | 1     |
| Absoluta · Uruguay | 2016              | 1         | 0         | 1         | —             | —             | —             | —           | —           | —           | —       | —       | —       | 1     | 0     | 1     |
| Absoluta · Uruguay | 2018              | 2         | 2         | 0         | —             | —             | —             | —           | —           | —           | —       | —       | —       | 2     | 2     | 0     |
| Absoluta · Uruguay | 2019              | 2         | 3         | 0         | —             | —             | —             | —           | —           | —           | —       | —       | —       | 2     | 3     | 0     |
| Absoluta · Uruguay | 2020              | —         | —         | —         | 4             | 7             | 1             | —           | —           | —           | —       | —       | —       | 4     | 7     | 1     |
| Absoluta · Uruguay | Total             | 5         | 5         | 1         | 4             | 7             | 1             | 0           | 0           | 0           | 0       | 0       | 0       | 9     | 12    | 2     |
| Total selecciones  | Total selecciones | 6         | 5         | 2         | 4             | 7             | 1             | 0           | 0           | 0           | 3       | 4       | 0       | 13    | 16    | 3     |
| 1.                 |                   |           |           |           |               |               |               |             |             |             |         |         |         |       |       |       |

## Palmarés

### Títulos nacionales
| Título               | Club              | País    | Año     |
| -------------------- | ----------------- | ------- | ------- |
| Play-offs de Ascenso | Cerro Largo F. C. | Uruguay | 2011-12 |
| Torneo Clausura      | Defensor Sporting | Uruguay | C-2013  |
| Torneo Intermedio    | C. A. Peñarol     | Uruguay | 2025    |

### Títulos internacionales
| Título            | Club                | Sede           | Año  |
| ----------------- | ------------------- | -------------- | ---- |
| Copa Sudamericana | C. A. Independiente | Río de Janeiro | 2017 |
| Copa Suruga Bank  | C. A. Independiente | Osaka          | 2018 |